# Estadio Municipal Silas Smith
El Estadio Municipal Silas Smith es un recinto deportivo ubicado en la comuna de San Nicolás, en la Región de Ñuble, que es administrado por la Ilustre Municipalidad de dicha comuna. Ejerce de anfitrión la Selección local además de clubes como Colo-Colo de San Nicolás y Juventud Unida.

## Descripción
El Estadio Municipal Silas Smith se encuentra en la calle Colo Colo, contando con ingresos por sobre las calles La Unión y Balmaceda. Cuenta con una capacidad de 3500 espectadores sentados y de una pista atlética